# December, 2014 (The Winter's Tale)
Singles de EXO
Overdose
(2014) Call Me Baby
(2015)
December, 2014 (The Winter's Tale) est un single inédit du boys band sud-coréano-chinois EXO inclus dans leur album live Exology Chapter 1: The Lost Planet, sorti en coréen le 19 décembre 2014 avant la sortie de l'album.

## Contexte et sortie
Le 15 décembre 2014, il a été révélé qu'EXO sortira "December, 2014 (The Winter's Tale)" via le jeu rythmique mobile "Superstar SMTown". Un teaser du single a également été publié le même jour. La chanson parle du fait de rencontrer l'être aimé après avoir fait le tour du monde et est interprétée par D.O., Baekhyun et Chen.

## Accueil
"December, 2014 (The Winter's Tale)" a pris la première place sur le Gaon Weekly Digital Chart, et à la quatorzième place sur le Billboard World Digital Songs.

## Classements

### Classements hebdomadaires
| Classements                        | Meilleure position |
| ---------------------------------- | ------------------ |
| South Korea (Gaon)                 | 1                  |
| US World Digital Songs (Billboard) | 14                 |

### Classement mensuel
| Classement                  | Meilleure position |
| --------------------------- | ------------------ |
| South Korean singles (Gaon) | 32                 |

## Ventes
| Pays               | Ventes  |
| ------------------ | ------- |
| South Korea (Gaon) | 176 154 |